# Maderothrips
Maderothrips är ett släkte av insekter som beskrevs av Hermann Priesner 1964. Maderothrips ingår i familjen rörtripsar.
Släktet innehåller bara arten Maderothrips longisetis.